# Reformierte Kirche (Driever)

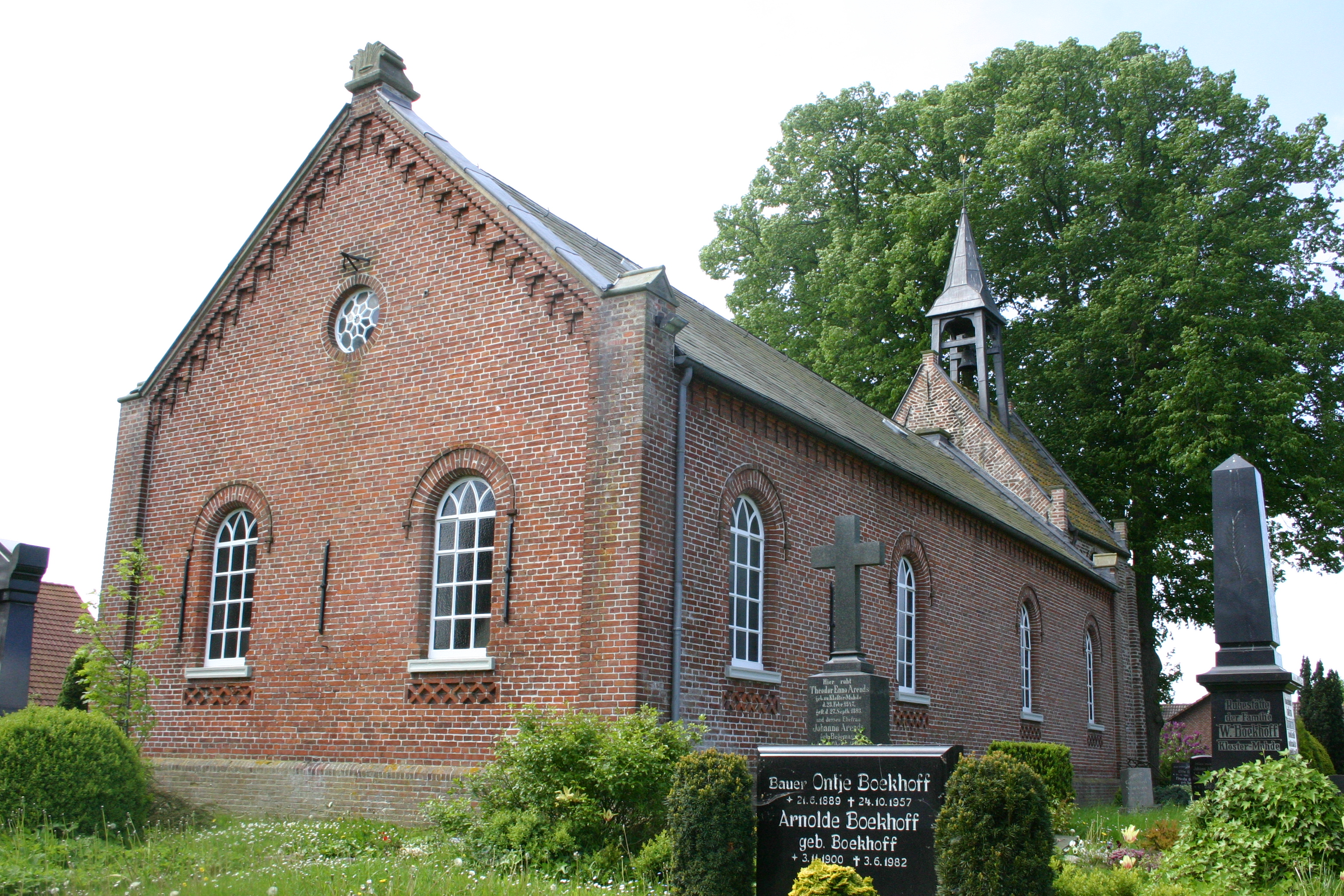
Reformierte Kirche in Driever

Die Reformierte Kirche im ostfriesischen Driever (Westoverledingen) wurde 1875 als Saalkirche gebaut.

## Geschichte
Im Mittelalter gehörte Driever zur Propstei Leer im Bistum Münster. Kirchlich wurde der Ort durch die Kommende Muhde geprägt, die am Rand der Gemarkung lag. Über die mittelalterliche Kirche in Driever ist nichts bekannt.
Kurz nach der Reformation wechselte die Gemeinde zum reformierten Bekenntnis. Im Jahr 1685 wurde eine neue Kirche und 1696 ein Glockenturm errichtet. 1874/1875 wurde an derselben Stelle ein Kirchenneubau durchgeführt, der an den erhaltenen Glockenturm im Westen angebaut wurde. Die rechteckige Backsteinkirche ist mit rundbogigen Fenstern an den Längsseiten und der Ostseite ausgestattet. Unterhalb der Fenster finden sich Rautenornamente. Die Außenmauern sind mit einem umlaufenden Fries versehen. Seit 1987 sind die reformierten Kirchengemeinden Ihrhove, Esklum, Driever und Grotegaste zusammengefasst und teilen sich zwei Pastoren.

## Ausstattung

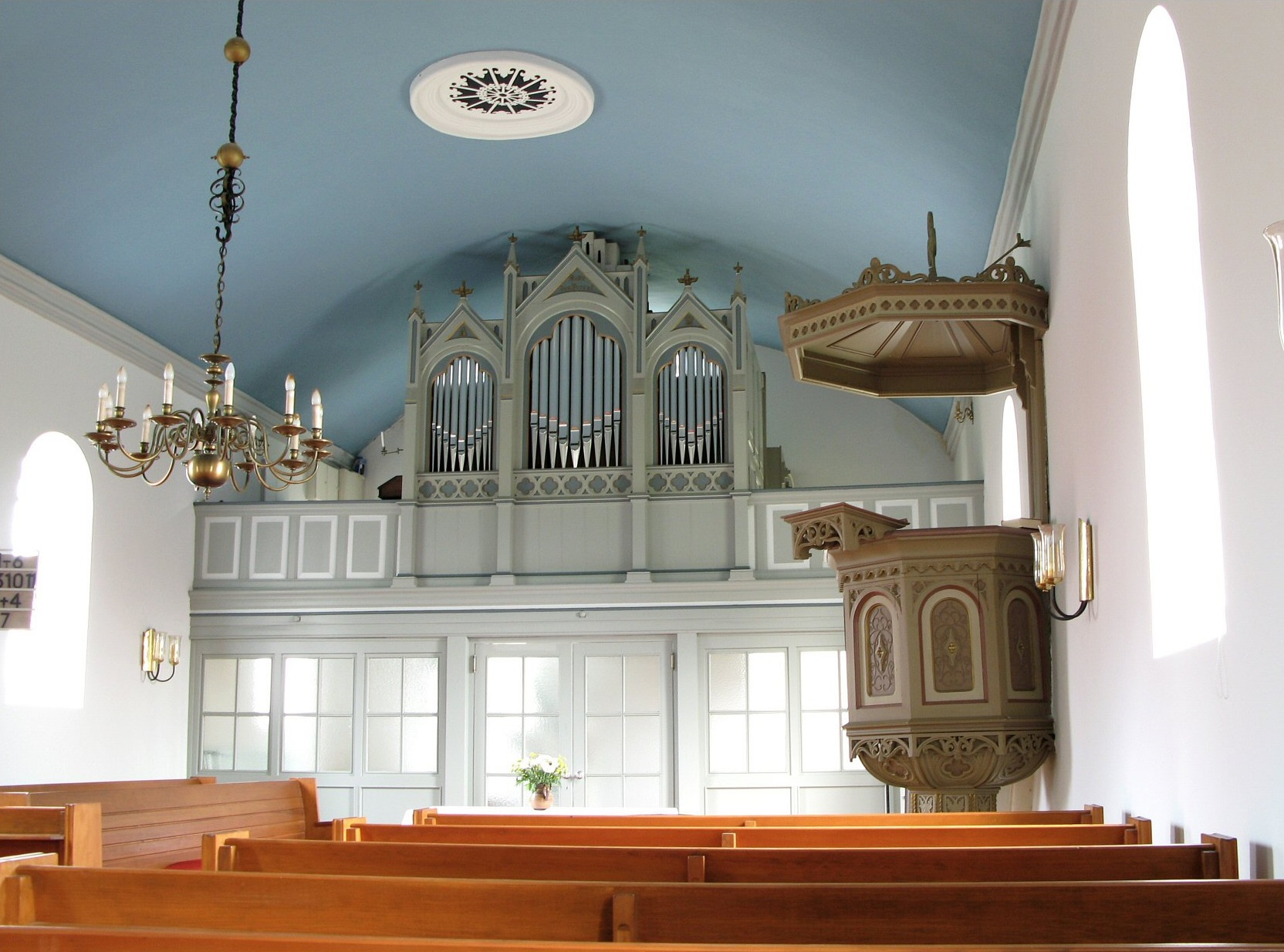
Blick in Richtung Orgelempore

Der Innenraum ist schlicht gestaltet und wird von einer gewölbten Holztonne abgeschlossen. Ältester Einrichtungsgegenstand der Kirche ist das achteckige Taufbecken aus Sandstein, das aus der mittelalterlichen Kirche übernommen wurde. Es trägt als Inschrift den Bibelvers: „Ich habe dich bei deinem Namen gerufen, du bist mein“ (Jes 43,1 ). Ein Abendmahlskelch wurde um 1700 in Gestalt eines sogenannten Dornenkranzbechers wohl in Emden oder Leer gefertigt und war ursprünglich ein Hochzeitsbecher. Er zeigt drei Frauen, die die Tugenden Glaube, Hoffnung und Klugheit mit ihren Symbolen Kreuz, Anker und Spiegel symbolisieren. Die Kanzel wurde im Zuge des Kirchenneubaus verfertigt. Die drei Ringe auf ihrem Schalldeckel sind Symbol für die Trinität Gottes.

### Orgel
Die Orgel schufen die Gebr. Rohlfing aus Osnabrück 1885 auf der Ostempore mit zehn Registern auf einem Manual und Pedal. Das Werk ist nahezu vollständig erhalten und wurde im Jahr 2006 von Bartelt Immer restauriert.
| I Hauptwerk C–f3 |                |       |
| 1.               | Principal      | 8′    |
| 2.               | Bordun         | 16′   |
| 3.               | Gamba          | 8′    |
| 4.               | Gemshorn       | 8′    |
| 5.               | Octave         | 4′    |
| 6.               | Rohrflöte      | 4′    |
| 7.               | Octave         | 2′    |
| 8.               | Cornett II–III | 2 ⁄3′ |

| Pedalwerk C–d1 |            |
| 9.             | Subbaß 16′ |
| 10.            | Violon 8′  |

- Koppel: I/P